# Protitanops

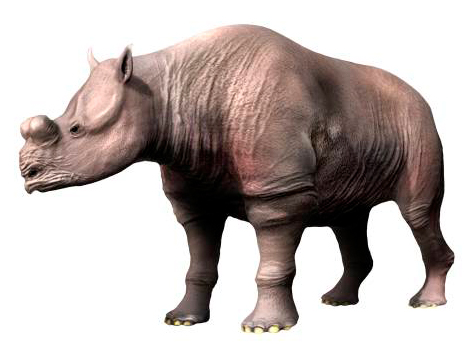
Реконструкція Protitanops curryi

Protitanops curryi — це вимерлий вид бронтотерії, який мешкав в еоцені на заході Сполучених Штатів, особливо в Долині Смерті, Каліфорнія, де були знайдені найкращі зразки виду P. curryi. Він був дуже схожий на Megacerops brontotheres з його шишкоподібними рогами. Однак положення рогів у Протітанопса відрізнялося тим, що вони спрямовані прямо вгору, а не більше вперед, як у Мегацеропса.